# 薩頓及奇姆 (英國國會選區)

選區在大倫敦的位置

薩頓和奇姆（英語：Sutton and Cheam），英國國會一自治市選區，包括大倫敦南部薩頓區西部的九個地方選區。
始設於1945年。1997年前當區議員多數為保守黨籍，但此後至2015年的當區議員為自民黨籍的保羅·伯斯托。他在2010年大選中，以45.7%選票連任。保羅·斯庫利於2015年大選為保守黨奪回本區議席。